# Tienda

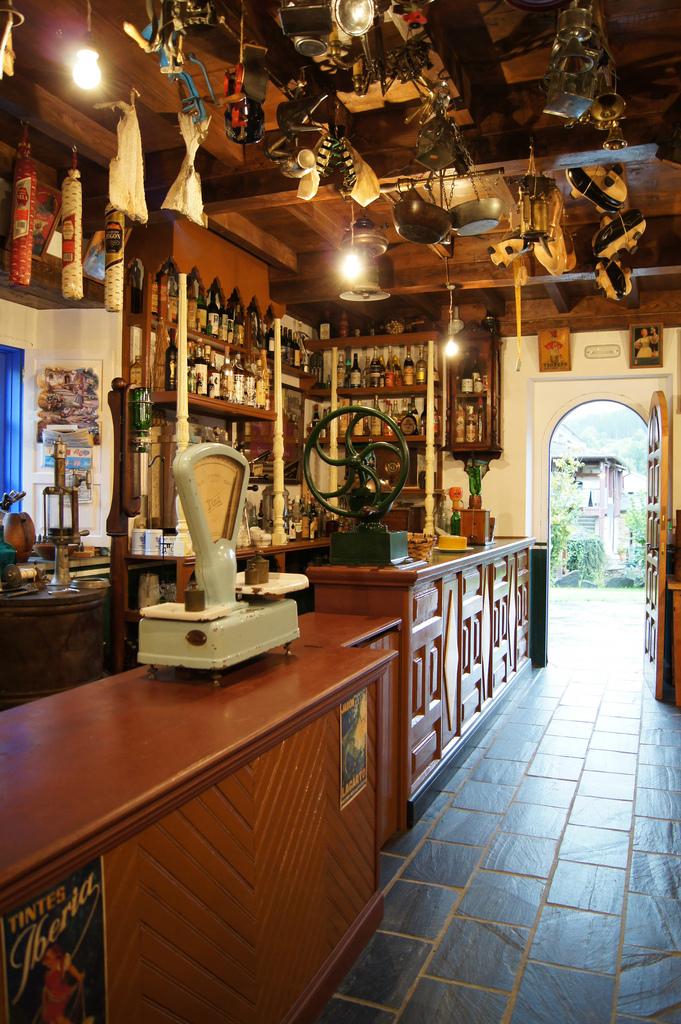
Interior de una tienda de ultramarinos (Museo Etnográfico de Grandas de Salime (Asturias, España).

Una tienda o negocio es un tipo de establecimiento comercial, físico o virtual, donde el comprador puede adquirir tanto bienes como servicios a cambio de dinero.
La palabra tienda implica un establecimiento pequeño con atención directa por parte de un vendedor o dependiente y puede tener detrás una habitación llamada «trastienda»; también presupone la existencia de un mostrador o mesa que separa la sala de ventas de los artículos en venta. Esta forma de comercio es opuesta al comercio en régimen de autoservicio, donde el consumidor se acerca a los artículos, los elige y los lleva hasta la línea de cajas registradoras para pagar su compra.

## Características físicas
Las tiendas pueden dedicarse a vender un producto determinado tales como ropa, comida o electrónica, o ampliar su surtido a diversos tipos de artículos. Además de las tiendas independientes que funcionan por sí mismas, existen las galerías comerciales y lugares conocidos como centros comerciales donde varias tiendas (locales comerciales) comparten un recinto cerrado.
Particularmente tradicionales han sido en Iberoamérica y España las «tiendas de barrio», «tienda de la esquina» o «tiendita», conocidas también como «tienda de abarrotes» o «misceláneas». En Venezuela reciben el nombre de «abasto» o «bodega». En Miami se les llama «grosería» debido al falso amigo de grocery store (no confundir con el término homónimo que significa una palabra o acción ruin o inconveniente).
En países como Colombia, estos establecimientos representan más del 75 % del total de las ventas de víveres y productos básicos de consumo de las comunidades. En España estas tiendas tradicionales, también llamadas «tiendas de ultramarinos», representan el 13 % de las ventas de alimentación y productos básicos de droguería-perfumería.
Algunas tiendas ofrecen a sus clientes la posibilidad de créditos.

## Variantes actuales
Aunque, por otra parte, y dentro del mundo de la tecnología, existen también tiendas exclusivamente virtuales, muchas suelen expandirse creando un sitio web donde el usuario puede adquirir los productos en línea. Algunas tiendas simplemente ofrecen la posibilidad de visionar su catálogo, restringiendo la compra a la tienda física.